# Gubernia biełgorodzka

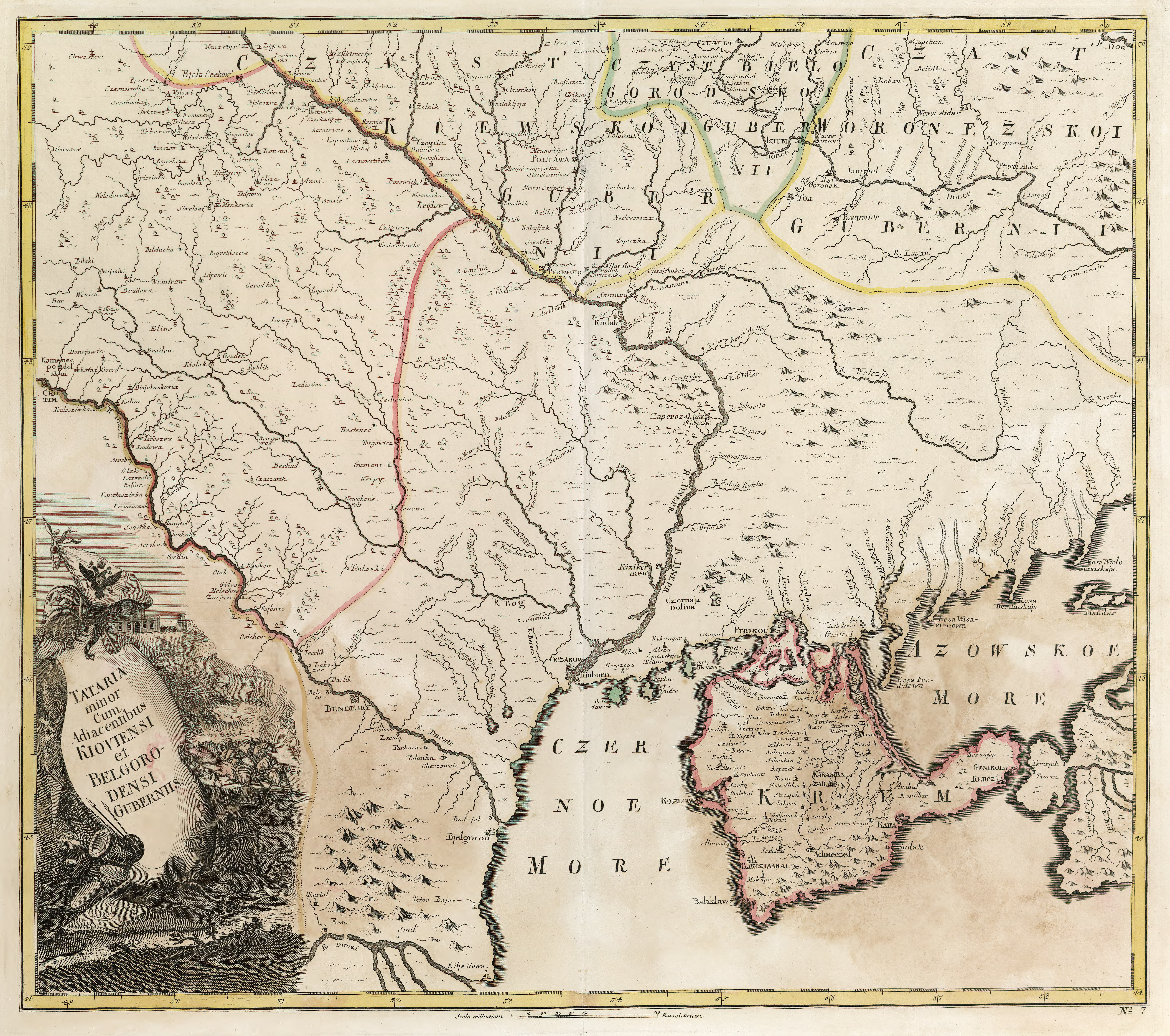
Mapa guberni biełgorodzkiej

Gubernia biełgorodzka (ros. Белгоро́дская губе́рния) – jednostka administracyjno-terytorialna Imperium Rosyjskiego ze stolicą w Biełgorodzie, istniejąca od 1 marca 1727 roku do 23 maja 1797 roku.